# Philadelphus laxiflorus
Philadelphus laxiflorus là một loài thực vật có hoa trong họ Tú cầu. Loài này được Rehder miêu tả khoa học đầu tiên năm 1924.